# Firebird (schackprogram)
För andra betydelser, se Firebird.
Firebird är ett fritt schackdatorprogram från ChessLogik. Syftet med Firebird är att samla de bästa idéerna, funktionerna och styrkorna från utvecklarens delprojekt Ippolit, Robbolito, Igorrit och Ivanhoe. Exempelvis har systerprojektet Robbolito redan innan sammanslagningen av projekten slagit den då världsledande schackmotorn Rybka med 227.0–175.0.